# Las Piedras (Canelones)
Las Piedras è una città uruguayana, la città più popolata del dipartimento di Canelones con una popolazione approssimativa di 70.000 abitanti. Fu dichiarata città l'8 marzo 1744.